# Gemeindevertretungs- und Bürgermeisterwahlen in Salzburg 2024

Bürgermeisterwahlen: Parteizugehörigkeit des gewählten Bewerbers

Stimmenstärkste Parteien bei den Gemeindevertretungswahlen

Die Gemeindevertretungs- und Bürgermeisterwahlen in Salzburg 2024 wurden im Land Salzburg am 10. und 24. März 2024 abgehalten.

## Ausgangslage
Zuletzt fanden 2019 Gemeindevertretungs- und Bürgermeisterwahlen in Salzburg statt. Insgesamt waren 439.785 Personen wahlberechtigt.

## Ergebnisse (Gesamt)
Die Gemeindevertretungswahlen führten zu starken Verlusten für die ÖVP und leichten Verlusten für SPÖ und Grüne, während FPÖ, KPÖ und parteiunabhängige Namenslisten teils starke Zugewinne sowohl bei Stimmen als auch bei Mandaten verbuchen konnten.
Inklusive der Wahlergebnisse bei den Bürgermeister-Stichwahlen am 24. März 2024 konnte die ÖVP insgesamt 87 der 119 Ämter gewinnen (−10 im Vergleich zu den Wahlen 2019). Die SPÖ kam auf 23 (+6), die FPÖ auf 2 (+1). Es wurden 7 Bürgermeister gewählt, die mit eigenen parteiunabhängigen Namenslisten angetreten waren (+3).

## Ergebnisse nach Bezirken
| Bezirke              | Wbt. | ÖVP  | SPÖ  | FPÖ  | Grüne | KPÖ  | Sonst. |
| -------------------- | ---- | ---- | ---- | ---- | ----- | ---- | ------ |
| Salzburg (Stadt)     | 54,3 | 20,8 | 25,6 | 10,8 | 12,7  | 23,1 | 7,0    |
| Hallein              | 70,8 | 40,1 | 36,6 | 11,6 | 5,9   | 1,6  | 4,2    |
| Salzburg-Umgebung    | 67,7 | 47,6 | 21,9 | 12,6 | 8,3   | 0,8  | 8,8    |
| St. Johann im Pongau | 71,4 | 44,9 | 30,0 | 17,6 | —     | —    | 7,5    |
| Tamsweg              | 79,0 | 52,8 | 20,3 | 24,1 | —     | —    | 2,8    |
| Zell am See          | 69,6 | 42,1 | 29,4 | 11,5 | 3,9   | —    | 13,1   |
| Gesamt               | 65,9 | 39,9 | 26,9 | 13,2 | 6,5   | 5,4  | 8,1    |

### Salzburg (Stadt)
In der Stadt Salzburg gab es erhebliche Verschiebungen. Die ÖVP, welche 2019 unter Harald Preuner das Bürgermeisteramt und die meisten Sitze im Gemeinderat gewann, musste unter Spitzenkandidat Florian Kreibich erhebliche Verluste hinnehmen und landete nur auf Platz 3. Die SPÖ unter Vizebürgermeister Bernhard Auinger wurde trotz leichter Verluste die stärkste Fraktion im Gemeinderat. Große Gewinnerin war die KPÖ unter ihrem Gemeinderat und Landtagsabgeordneten Kay-Michael Dankl, welche von einem Mandat auf 10 Mandate zulegen konnte und somit Platz zwei erreichte. Nach der Landtagswahl in Salzburg und dem starken Abschneiden der KPÖ in der Stadt Salzburg gingen Politikbeobachter davon aus, dass diese Partei bei der Gemeinderatswahl stark abschneiden würde. Die Grüne Bürgerliste konnte ihren Stadtratssitz verteidigen und blieb vor der FPÖ, welche trotz starken bundesweiten Umfragewerten nur leicht dazugewann. Die NEOS und die Liste SALZ hielten trotz leichter Verluste ihr Mandat.
In der Bürgermeisterdirektwahl qualifizierten sich Bernhard Auinger (SPÖ) mit 29,4 % und Kay-Michael Dankl (KPÖ) mit 28,0 % für die Stichwahl am 24. März 2024, welche Auinger mit 62,5 % deutlich für sich entscheiden konnte.